# Église Saint-Mansuy de Nancy
Pour les articles homonymes, voir Mansuy.
L'église Saint-Mansuy est une église de style néogothique bâtie à Nancy au XIXe siècle, et dédiée à saint Mansuy.

## Situation
L'église se situe avenue de la Libération , dans le quartier Boudonville - Scarpone - Libération.

## Histoire

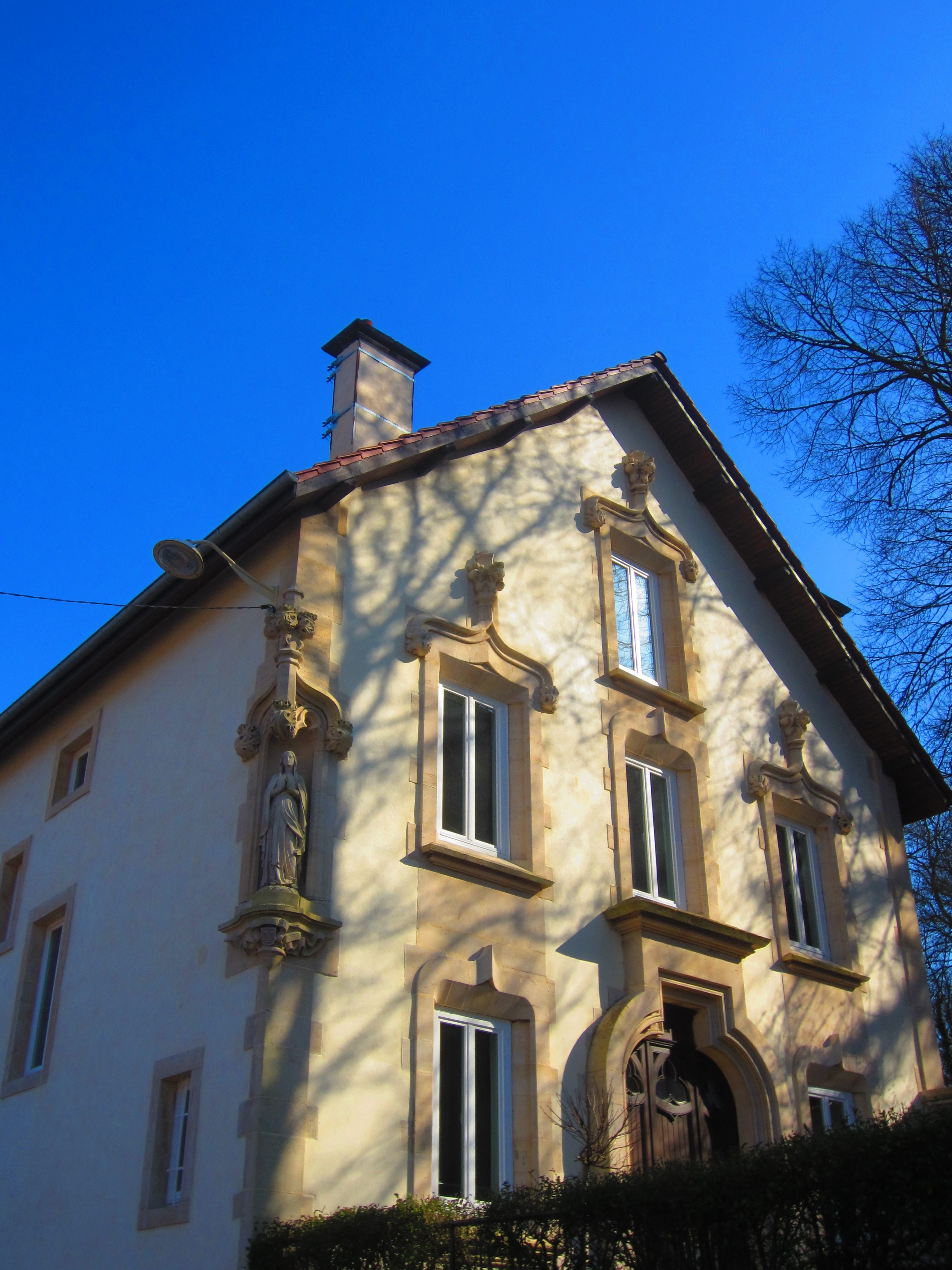
Le presbytère.

Cette église a été construite en 1881 avec des pierres issues des carrières proches. Le parc, situé à l’arrière de l’église, d’une surface de 6 500 m2, a pu être à nouveau ouvert au public en 2002 grâce au travail d’un chantier d’insertion. L’élément marquant du lieu reste une réplique de la grotte de Lourdes, édifiée pour permettre des pèlerinages aux habitants de Nancy et de la région au début du XXe siècle.

## Mobilier

### Orgues
L’église est dotée d’un orgue Blési datant de 1882, aujourd’hui en mauvais état, qui n'a jamais été transformé. Il a été classé monument historique en mars 2016.